# Carina Vogt
Carina Vogt (Schwäbisch Gmünd, 5 de febrero de 1992) es una deportista alemana que compite en salto en esquí.
Participó en dos Juegos Olímpicos de Invierno, obteniendo una medalla de oro en Sochi 2014, en la prueba de trampolín normal individual, y el quinto lugar en Pyeongchang 2018, en la misma prueba.
Ganó seis medallas en el Campeonato Mundial de Esquí Nórdico entre los años 2013 y 2019.

## Palmarés internacional
| Juegos Olímpicos   | Juegos Olímpicos       | Juegos Olímpicos  | Juegos Olímpicos    |
| Año                | Lugar                  | Medalla           | Prueba              |
| ------------------ | ---------------------- | ----------------- | ------------------- |
| 2014               | Sochi (Rusia)          | Medalla de oro    | TN individual       |
| Campeonato Mundial |                        |                   |                     |
| Año                | Lugar                  | Medalla           | Prueba              |
| 2013               | Val di Fiemme (Italia) | Medalla de bronce | TN por equipo mixto |
| 2015               | Falun (Suecia)         | Medalla de oro    | TN individual       |
| 2015               | Falun (Suecia)         | Medalla de oro    | TN por equipo mixto |
| 2017               | Lahti (Finlandia)      | Medalla de oro    | TN individual       |
| 2017               | Lahti (Finlandia)      | Medalla de oro    | TN por equipo mixto |
| 2019               | Seefeld (Austria)      | Medalla de oro    | TN por equipo       |